# کمال‌الدین عینی

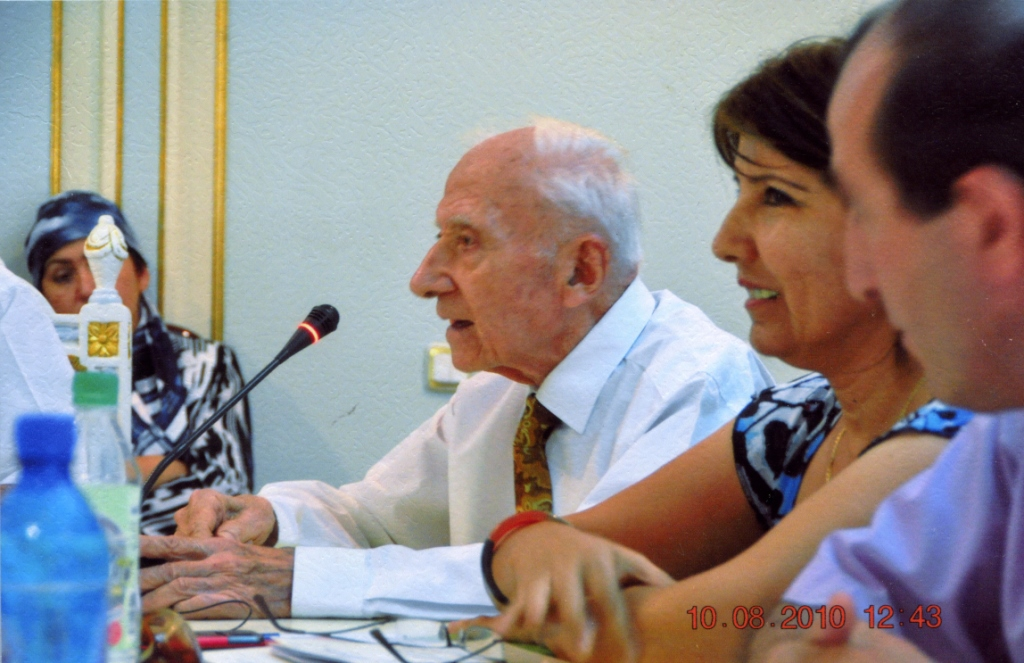
کمال‌الدین عینی

کمال صدرالدینوویچ عینی معروف به کمال‌الدین عینی (۱۵ مه ۱۹۲۸–۹ اوت ۲۰۱۰ در دوشنبه) خاورشناس، ادیب، و آکادمیسین اهل تاجیکستان و از پژوهشگران سرشناس متون کلاسیک و فرهنگ و تاریخ و ادب فارسی بود. وی فرزند صدرالدین عینی، آغازگر ادبیات معاصر تاجیک بود.

## فعالیت‌ها
وی همچنین از بنیادگذاران انجمن فارسی‌زبانان جهان به نام «پیوند» بود که در همایش‌های مختلفی دانشمندان و فرهنگیان فارسی‌زبان را گردهم آورد. وی کتابی هم به نام «کارنامه عینی» در سال ۱۹۷۸ در بارهٔ پدرش نوشته و یکی از مؤلفان کتاب درسی «ادبیات تاجیک» برای کلاس نهم مکتب‌های میانه (۱۹۵۷–۷۰) است. وی دارنده جایزهٔ به‌عنوان «ارباب شایسته علم و تکنیکهْ تاجیکستان» (۱۹۹۶)، دارندهٔ جایزهٔ بین‌المللی بنیاد فرهنگی افشار (ایران، ۱۹۹۰)، و جایزه بین‌المللی فارابی در علوم انسان‌شناسی (ایران، ۲۰۰۸) است.

## آثار
از آثار مهم او: تصحیح همای و همایون خواجوی کرمانی، تصحیح گل و نوروز خواجوی کرمانی، تذکره گلشن ادب، متن‌شناسی اثر بدرالدین هلالی، ناصر خسرو، جامی، عمر خیام و رودکی. تهیه متن نه‌جلدی شاهنامه فردوسی. ستارگان نظم جامی در مینیاتورهای سده ۱۶ م؛ و کتاب عبدالرحمان جامی به زبان‌های روسی، انگلیسی، فارسی، تاجیکی.